# Lista țărilor după coduri CIO
Codul CIO este un cod de trei litere alocat de Comitetul Internațional Olimpic (CIO) fiecărui Comitet Olimpic național și altor grupări care concurează la Jocurile Olimpice. Din rațiuni istorice, multe dintre aceste coduri sunt diferite de codurile standard ISO 3166-1 alpha-3.

## Coduri curente
Cuprins: A B C D E F G H I J K L M N O P Q R S T U V W X Y Z
| Cod | Țară                                  | Prima utilizare | Observații |
| --- | ------------------------------------- | --------------- | --- |
| AFG | Afganistan                            | 1936            | |
| AHO | Antilele Olandeze                     | 1960            | |
| ALB | Albania                               | 1972            | |
| ALG | Algeria                               | 1964            | |
| AND | Andorra                               | 1976            | |
| ANG | Angola                                | 1980            | |
| ANT | Antigua și Barbuda                    | 1976            | parte a BWI ( British West Indies) 1960 |
| ARG | Argentina                             | 1920            | |
| ARM | Armenia                               | 1994            | parte a RUS ( Rusia) 1900-1912, parte a URSS ( Uniunea Sovietică) 1924-1988, parte a EUN ( Echipa Unificată ) 1992 |
| ARU | Aruba                                 | 1988            | parte a AHO ( Netherlands Antilles) 1960-1984 |
| ASA | Samoa Americană                       | 1988            | |
| AUS | Australia                             | 1896            | utilizat 1896-1904, parte a ANZ ( Australasia) 1908-1912, utilizat din nou 1920 |
| AUT | Austria                               | 1896            | |
| AZE | Azerbaidjan                           | 1996            | parte a RUS ( Rusia) 1900-1912, parte a URSS ( Uniunea Sovietică) 1924-1988, parte a EUN ( Echipa Unificată ) 1992 |
| B   | Bahamas                               | 1899            | |
| BAH | Bahamas                               | 1952            | |
| BAN | Bangladesh                            | 1984            | |
| BAR | Barbados                              | 1968            | parte a BWI ( British West Indies) 1960 |
| BDI | Burundi                               | 1996            | |
| BEL | Belgia                                | 1900            | |
| BEN | Benin                                 | 1980            | DAH (Dahomey) 1972 |
| BER | Bermuda                               | 1936            | |
| BHU | Bhutan                                | 1984            | |
| BIH | Bosnia și Herțegovina                 | 1992            | parte a YUG ( Iugoslavia) 1920-1992 (iarna) |
| BIZ | Belize                                | 1968            | HBR ( British Honduras) 1968-1972 |
| BLR | Belarus                               | 1994            | parte a RUS ( Rusia) 1900-1912, parte a URS ( Uniunea Sovietică) 1924-1988, parte a EUN ( Echipa Unificată ) 1992 |
| BOL | Bolivia                               | 1936            | |
| BOT | Botswana                              | 1980            | |
| BRA | Brazilia                              | 1920            | |
| BRN | Bahrain                               | 1984            | |
| BRU | Brunei                                | 1988            | |
| BUL | Bulgaria                              | 1896            | |
| BUR | Burkina Faso                          | 1972            | VOL ( Volta Superioară) 1972-1984 |
| C   | Cambodgia                             | 1907            | |
| CAF | Republica Centrafricană               | 1968            | |
| CAM | Cambodia                              | 1956            | |
| CAN | Canada                                | 1900            | |
| CAY | Insulele Cayman                       | 1976            | parte a BWI ( British West Indies) 1960 |
| CGO | Republica Congo                       | 1964            | |
| CHA | Ciad                                  | 1964            | |
| CHI | Chile                                 | 1896            | |
| CHN | China                                 | 1932            | China ca " Republica Chineză" 1932-1956, utilizat din 1979 |
| CIV | Coasta de Fildeș                      | 1964            | |
| CMR | Camerun                               | 1964            | |
| COD | Republica Democrată Congo             | 1968            | ZAI ( Zaire) 1984-1996 |
| COK | Insulele Cook                         | 1988            | |
| COL | Columbia                              | 1932            | |
| COM | Comore                                | 1996            | |
| CPV | Capul Verde                           | 1996            | |
| CRC | Costa Rica                            | 1936            | |
| CRO | Croația                               | 1992            | parte a YUG ( Iugoslavia) 1920-1988 |
| CUB | Cuba                                  | 1900            | |
| CYP | Cipru                                 | 1980            | |
| CZE | Cehia                                 | 1994            | BOH ( Bohemia) 1900-1912, parte a TCH ( Cehoslovacia) 1920-1992 |
| D   | Democratic People's Republic of Korea | 1911            | |
| DEN | Danemarca                             | 1896            | |
| DJI | Djibouti                              | 1984            | |
| DMA | Dominica                              | 1996            | parte a BWI ( British West Indies) 1960 |
| DOM | Republica Dominicană                  | 1964            | |
| E   | Ecuador                               | 1919            | |
| ECU | Ecuador                               | 1924            | |
| EGY | Egipt                                 | 1912            | RAU ( Republica Arabă Unită) 1960-1968 |
| ERI | Eritreea                              | 2000            | parte a ETH ( Etiopia) 1956-1980 |
| ESA | El Salvador                           | 1968            | |
| ESP | Spania                                | 1900            | |
| EST | Estonia                               | 1924            | parte a RUS ( Rusia) 1900-1912, utilizarea curentă 1924-1936, parte a URS ( Uniunea Sovietică) 1948-1988, utilizat din nou din 1992 |
| ETH | Etiopia                               | 1956            | |
| F   | Federated States of Micronesia        | 1923            | |
| FIJ | Fiji                                  | 1956            | |
| FIN | Finlanda                              | 1908            | |
| FRA | Franța                                | 1896            | |
| FSM | Statele Federate ale Microneziei      | 2000            | |
| G   | Gabon                                 | 1927            | |
| GAB | Gabon                                 | 1972            | |
| GAM | Gambia                                | 1984            | |
| GBR | Regatul Unit                          | 1896            | "Marea Britanie și Irlanda" 1896-1920, utilizat din 1924 |
| GBS | Guineea-Bissau                        | 1996            | |
| GEO | Georgia                               | 1994            | parte a RUS ( Rusia) 1900-1912, parte a URS ( Uniunea Sovietică) 1924-1988, parte a EUN ( Echipa Unificată ) 1992 |
| GEQ | Guineea Ecuatorială                   | 1984            | |
| GER | Germania                              | 1896            | utilizat 1896-1936, RFG 1952, 1968-1976, echipă separată SAA ( Saar) în 1952, Echipa Unificată a Germaniei în 1956-1964, FRG ( RFG) în 1980-1988, separată de GDR ( Republica Democrată Germană) în 1968-1988, utilizat din nou din 1992 |
| GHA | Ghana                                 | 1952            | |
| GRE | Grecia                                | 1896            | |
| GRN | Grenada                               | 1984            | parte a BWI ( British West Indies) 1960 |
| GUA | Guatemala                             | 1952            | |
| GUI | Guineea                               | 1968            | |
| GUM | Guam                                  | 1988            | |
| GUY | Guyana                                | 1948            | |
| H   | Haiti                                 | 1931            | |
| HAI | Haiti                                 | 1924            | |
| HKG | Hong Kong, China                      | 1952            | designated " Hong Kong" 1952-1996 |
| HON | Honduras                              | 1968            | |
| HUN | Ungaria                               | 1896            | |
| I   | Iceland                               | 1935            | |
| INA | Indonezia                             | 1952            | |
| IND | India                                 | 1900            | |
| IRI | Iran                                  | 1948            | |
| IRL | Irlanda                               | 1924            | parte a "Marea Britanie și Irlanda" 1896-1920, utilizat din 1924 |
| IRQ | Irak                                  | 1948            | |
| ISL | Islanda                               | 1908            | |
| ISR | Israel                                | 1952            | |
| ISV | Insulele Virgine Americane            | 1968            | |
| ITA | Italia                                | 1948            | |
| IVB | Insulele Virgine Britanice            | 1984            | |
| J   | Jamaica                               | 1947            | |
| JAM | Jamaica                               | 1948            | utilizat 1948-1956, parte a BWI ( British West Indies) 1960, utilizat din nou 1964 |
| JOR | Iordania                              | 1968            | |
| JPN | Japonia                               | 1912            | |
| K   | Kazakhstan                            | 1951            | |
| KAZ | Kazahstan                             | 1994            | parte a RUS ( Rusia) 1900-1912, parte a URS ( Uniunea Sovietică) 1924-1988, parte a EUN ( Echipa Unificată ) 1992 |
| KEN | Kenya                                 | 1956            | |
| KGZ | Kârgâzstan                            | 1994            | parte a RUS ( Rusia) 1900-1912, parte a URS ( Uniunea Sovietică) 1924-1988, parte a EUN ( Echipa Unificată ) 1992 |
| KIR | Kiribati                              | 2004            | |
| KOR | Coreea de Sud                         | 1948            | |
| KSA | Arabia Saudită                        | 1972            | |
| KUW | Kuwait                                | 1968            | |
| L   | Lao People's Democratic Republic      | 1955            | |
| LAO | Laos                                  | 1980            | |
| LAT | Letonia                               | 1924            | parte a RUS ( Rusia) 1900-1912, utilizat 1924-1936, parte a URS ( Uniunea Sovietică) 1948-1988, utilizat din nou 1992 |
| LBA | Libia                                 | 1964            | |
| LBR | Liberia                               | 1956            | |
| LCA | Sfânta Lucia                          | 1996            | parte a BWI ( British West Indies) 1960 |
| LES | Lesotho                               | 1972            | |
| LIB | Liban                                 | 1948            | |
| LIE | Liechtenstein                         | 1936            | |
| LTU | Lituania                              | 1924            | parte a RUS ( Rusia) 1900-1912, utilizat 1924-1936, parte a URS ( Uniunea Sovietică) 1948-1988, utilizat din nou 1992 |
| LUX | Luxemburg                             | 1908            | |
| M   | Malawi                                | 1959            | |
| MAD | Madagascar                            | 1964            | |
| MAR | Maroc                                 | 1960            | |
| MAS | Malaysia                              | 1992            | MAL ( Malaysia) 1964-1988, MAL (Malaezia) utilizat și pentru Malaya 1956-1960 |
| MAW | Malawi                                | 1972            | |
| MDA | Republica Moldova                     | 1994            | parte a RUS ( Rusia) 1812-1917, parte a ROM ( România) 1918-1940, parte a URS ( Uniunea Sovietică) 1940-1991, parte a EUN ( Echipa Unificată ) 1992                                                                                      |
| MDV | Maldive                               | 1988            | |
| MEX | Mexic                                 | 1924            | |
| MGL | Mongolia                              | 1964            | |
| MHL | Insulele Marshall                     | 2008            | |
| MKD | Macedonia de Nord                     | 1996            | parte a YUG ( Iugoslavia) 1920-1988 |
| MLI | Mali                                  | 1964            | |
| MLT | Malta                                 | 1928            | |
| MNE | Muntenegru                            | 2008            | parte a YUG ( Iugoslavia) 1920-1992 (iarna), individual ca IOP 1992 (vara), parte a YUG ( Iugoslavia) 1996-2002, parte a SCG ( Serbia și Muntenegru ) 2004-2006                                                                          |
| MON | Monaco                                | 1920            | |
| MOZ | Mozambic                              | 1980            | |
| MRI | Mauritius                             | 1984            | |
| MTN | Mauritania                            | 1984            | |
| MYA | Myanmar                               | 1992            | BIR (Burma) 1948-1988 |
| N   | Namibia                               | 1963            | |
| NAM | Namibia                               | 1992            | |
| NCA | Nicaragua                             | 1968            | |
| NED | Țările de Jos                         | 1900            | HOL 1900-1988 |
| NEP | Nepal                                 | 1964            | |
| NGR | Nigeria                               | 1952            | |
| NIG | Niger                                 | 1968            | |
| NOR | Norvegia                              | 1900            | |
| NRU | Nauru                                 | 1996            | |
| NZL | Noua Zeelandă                         | 1920            | parte a ANZ ( Australasia) 1908-1912 |
| O   | Oman                                  | 1967            | |
| OMA | Oman                                  | 1984            | |
| P   | Pakistan                              | 1971            | |
| PAK | Pakistan                              | 1948            | |
| PAN | Panama                                | 1928            | |
| PAR | Paraguay                              | 1964            | |
| PER | Peru                                  | 1936            | |
| PHI | Filipine                              | 1924            | |
| PLE | Palestina                             | 1996            | |
| PLW | Palau                                 | 2000            | |
| PNG | Papua Noua Guinee                     | 1976            | |
| POL | Polonia                               | 1924            | |
| POR | Portugalia                            | 1912            | |
| PRK | Coreea de Nord                        | 1972            | |
| PUR | Puerto Rico                           | 1948            | |
| Q   | Qatar                                 | 1975            | |
| QAT | Qatar                                 | 1984            | |
| R   | Republic of Moldova                   | 1979            | |
| ROU | România                               | 1924            | Schimbat din ROM în ROU în ianuarie 2007 |
| RSA | Africa de Sud                         | 1992            | SAF ( South Africa) 1904-1960 |
| RUS | Rusia                                 | 1900            | "Russian Empire" (Imperiul Rus) 1900-1912, înlocuit cu URS ( Uniunea Sovietică) 1952-1988, parte a EUN ( Echipa Unificată ) 1992, utilizat din 1994                                                                                      |
| RWA | Rwanda                                | 1984            | |
| MS  | Sfântul Cristofor și Nevis            | 1983            | |
| SAM | Samoa                                 | 1984            | "Western Samoa" 1984-1996 |
| SEN | Senegal                               | 1964            | |
| SEY | Seychelles                            | 1980            | |
| SIN | Singapore                             | 1948            | utilizat 1948-1960, parte a MAL ( Malaysia) 1964, utilizat din nou 1968 |
| SKN | Sfântul Kitts și Nevis                | 1996            | parte a BWI ( British West Indies) 1960 |
| SLE | Sierra Leone                          | 1968            | |
| SLO | Slovenia                              | 1992            | parte a YUG ( Iugoslavia) 1920-1988 |
| SMR | San Marino                            | 1960            | |
| SOL | Insulele Solomon                      | 1984            | |
| SOM | Somalia                               | 1972            | |
| SRB | Serbia                                | 1912            | parte a YUG ( Iugoslavia) 1920-1992 (iarna), individual ca IOP 1992 (vara), parte a YUG ( Iugoslavia) 1996-2002, parte a SCG ( Serbia și Muntenegru ) 2004-2006, utilizat din nou 2008                                                   |
| SRI | Sri Lanka                             | 1948            | |
| STP | São Tomé și Príncipe                  | 1996            | |
| SUD | Sudan                                 | 1960            | |
| SUI | Elveția                               | 1900            | |
| SUR | Surinam                               | 1968            | |
| SVK | Slovacia                              | 1994            | parte a TCH ( Cehoslovacia) 1920-1992 |
| SWE | Suedia                                | 1896            | |
| SWZ | Eswatini                              | 1900            | |
| SYR | Siria                                 | 1948            | |
| T   | Tajikistan                            | 1987            | |
| TAN | Tanzania                              | 1964            | |
| TGA | Tonga                                 | 1984            | |
| THA | Thailanda                             | 1952            | |
| TJK | Tadjikistan                           | 1996            | parte a RUS ( Rusia) 1900-1912, parte a URS ( Uniunea Sovietică) 1924-1988, parte a EUN ( Echipa Unificată ) 1992 |
| TKM | Turkmenistan                          | 1996            | parte a RUS ( Rusia) 1900-1912, parte a URS ( Uniunea Sovietică) 1924-1988, parte a EUN ( Echipa Unificată ) 1992 |
| TLS | Timorul de Est                        | 2004            | IOA (atleti olimpici independenți) 2000 |
| TOG | Togo                                  | 1972            | |
| TPE | Taipeiul Chinez                       | 1984            | "China ca Republica Chineză" CHN 1932-1956, " Taiwan" TAI 1960-1964, " Republica Chineză" ROC 1968-1972, utilizat din 1984 |
| TRI | Trinidad-Tobago                       | 1948            | utilizat 1948-1956, parte a BWI ( British West Indies) 1960, utilizat din nou 1964 |
| TUN | Tunisia                               | 1960            | |
| TUR | Turcia                                | 1908            | |
| TUV | Tuvalu                                | 2008            | |
| U   | Uganda                                | 1991            | |
| UAE | Emiratele Arabe Unite                 | 1984            | |
| UGA | Uganda                                | 1956            | |
| UKR | Ucraina                               | 1994            | parte a RUS ( Rusia) 1900-1912, parte a URS ( Uniunea Sovietică) 1924-1988, parte a EUN ( Echipa Unificată ) 1992 |
| URU | Uruguay                               | 1924            | |
| USA | Statele Unite ale Americii            | 1896            | |
| UZB | Uzbekistan                            | 1994            | parte a RUS ( Rusia) 1900-1912, parte a URS ( Uniunea Sovietică) 1924-1988, parte a EUN ( Echipa Unificată ) 1992 |
| V   | Vanuatu                               | 1995            | |
| VAN | Vanuatu                               | 1988            | |
| VEN | Venezuela                             | 1948            | |
| VIE | Vietnam                               | 1952            | |
| VIN | Sfântul Vicențiu și Grenadine         | 1988            | parte a BWI ( British West Indies) 1960 |
| Y   | Yemen                                 | 1999            | |
| YEM | Yemen                                 | 1992            | |
| Z   | Zambia                                | 2003            | |
| ZAM | Zambia                                | 1968            | parte a RHO (Rhodesia) 1928-1960, RHN (Rhodesia de Nord) 1964 |
| ZIM | Zimbabwe                              | 1980            | parte a RHO (Rhodesia) 1928-1960, RHS (Rhodesia de Sud) 1964 |
| Zz  | Zimbabwez                             | 2007            | |

## Coduri ieșite din uz
| Code | Țară                                         | Utilizat de la | până la | Observații |
| ---- | -------------------------------------------- | -------------- | ------- | --- |
| ANZ  | Australasia                                  | 1908           | 1912    | Echipă mixtă a Australiei și Noii Zeelande                                                                       |
| BIR  | Burma                                        | 1948           | 1988    | Now MYA (Myanmar)                                                                                                |
| BOH  | Boemia                                       | 1900           | 1912    | În prezent CZE (Republica Cehă)                                                                                  |
| BOR  | Borneo (Nord)                                | 1952           | 1952    | |
| BWI  | Federația Indiilor de Vest                   | 1960           | 1960    | |
| CEY  | Ceylon                                       | 1948           | 1972    | În prezent SRI (Sri Lanka)                                                                                       |
| DAH  | Dahomey                                      | 1972           | 1972    | În prezent BEN (Benin)                                                                                           |
| FRG  | ( West Germany) Republica Federală Germană   | 1980           | 1988    | În prezent GER, după unificarea celor două țări                                                                  |
| GDR  | ( East Germany) Republica Democrată Germană  | 1968           | 1988    | A încetat să existe după unificarea cu RFG                                                                       |
| HBR  | Hondurasul Britanic                          | 1968           | 1972    | În prezent BIZ (Belize)                                                                                          |
| HOL  | Olanda                                       | 1900           | 1988    | Schimbat în NED în 1992                                                                                          |
| IHO  | Indiile Olandeze                             | 1952           | 1952    | În prezent INA (Indonezia)                                                                                       |
| IRN  | Iran                                         | 1948           | 1976    | În prezent IRI                                                                                                   |
| KHM  | Republica Khmeră (Cambodgia)                 | 1972           | 1972    | În prezent CAM (Cambodgia)                                                                                       |
| KIT  | Italia                                       | 1896           | 1936    | În prezent ITA                                                                                                   |
| LIT  | Lituania                                     | 1992           | 1992    | În prezent LTU                                                                                                   |
| MAL  | Malaysia                                     | 1956           | 1992    | Utilizat în perioada 1956-1960 pentru Malaya și în perioada 1964-1988 pentru Malaysia. În prezent MAS            |
| NGU  | Papua Noua Guinee                            | 1980           | 1984    | În prezent PNG                                                                                                   |
| NGY  | Papua Noua Guinee                            | 1976           | 1976    | Schimbat în NGU; În prezent PNG                                                                                  |
| RAU  | Republica Arabă Unită                        | 1960           | 1968    | În prezent EGY (Egipt)                                                                                           |
| RHN  | Rhodesia (Nord)                              | 1964           | 1964    | În prezent ZAM (Zambia)                                                                                          |
| RHO  | Rhodesia                                     | 1928           | 1960    | |
| RHS  | Rhodesia (Sud)                               | 1964           | 1964    | În prezent ZIM (Zimbabwe)                                                                                        |
| ROC  | China                                        | 1968           | 1976    | În prezent TPE (Taipeiul Chinezesc)                                                                              |
| ROM  | România                                      | 1924           | 2006    | Utilizat în perioada 1956-1960 și în perioada 1972-2006.                                                         |
| RUM  | România                                      | 1964           | 1968    | În prezent ROU                                                                                                   |
| SAA  | Saar                                         | 1952           | 1952    | Unificat cu RFG după 1955                                                                                        |
| SAF  | Africa de Sud                                | 1904           | 1960    | Revenit la RSA (Republic of South Africa) în 1992                                                                |
| SAU  | Arabia Saudită                               | 1984           | 1984    | În prezent KSA                                                                                                   |
| SCG  | Serbia și Muntenegru                         | 2004           | 2006    | Parte a YUG ( Iugoslavia) în 1920-1988,independenți ca IOP în 1992, concurând ca YUG ( Iugoslavia) în 1996-2002  |
| SER  | Serbia                                       | 1912           | 1918    | Parte a YUG ( Iugoslavia) în 1920-1988, independenți ca IOP în 1992, concurând ca YUG ( Iugoslavia) în 1996-2002 |
| TAI  | Taiwan                                       | 1960           | 1964    | În prezent TPE (Taipeiul Chinezesc)                                                                              |
| TCH  | Cehoslovacia                                 | 1920           | 1992    | Separat în CZE (Republica Cehă) și SVK (Slovacia)                                                                |
| URS  | URSS                                         | 1952           | 1988    | |
| VOL  | Volta Superioară                             | 1972           | 1984    | În prezent BUR (Burkina Faso)                                                                                    |
| VNM  | Vietnam                                      | 1976           | 1976    | În prezent VIE                                                                                                   |
| YAR  | Yemen (Republica Arabă Yemen)                | 1984           | 1988    | |
| YMD  | Yemen (Republica Populară Democratică Yemen) | 1988           | 1988    | |
| YUG  | Iugoslavia                                   | 1920           | 1992    | În prezent BIH, CRO, MNE, MKD, SLO, SRB                                                                          |
| ZAI  | Zair                                         | 1984           | 1996    | În prezent COD (Republica Democratică Congo)                                                                     |

## Coduri temporare
Aceste coduri au fost utilizate de CIO pentru identificarea atleților aparținând unor națiuni în tranziție sau împotriva cărora erau instituite sancțiuni din partea Organizației Națiunilor Unite.
| Cod | Țară                               | Utilizat de la | până la | Observații |
| --- | ---------------------------------- | -------------- | ------- | --- |
| EUN | Echipa Unificată                   | 1992           | 1992    | Douăsprezece foste republici sovietice au format în 1992 o echipă comună după dizolvarea Uniunii Sovietice. |
| IOA | Atleti olimpici independenți       | 2000           | 2000    | Atleții din Timorul de Est au concurat sub drapel olimpic în 2000, în timpul Administrației tranzitorii a ONU în această regiune. |
| IOP | Participanți olimpici independenți | 1992           | 1992    | Atleții individuali din Iugoslavia au concurat sub drapel olimpic în 1992, când țara lor era supusă unui embargou sportiv din partea ONU. Codul a fost folosit și de sportivi indieni la Soci 2014, în timp ce Comitetul Olimpic Indian era suspendat. |
| ZZX | Echipă mixtă                       | 1896           | 1904    | Aplicat retroactiv pentru echipe cu sportivi având naționalități diferite (nu se mai acceptă în prezent). |